# Yuka Masaki
Pour les articles homonymes, voir Masaki (homonymie).
Yuka Masaki (真崎ゆか, Masaki Yuka), née le 4 mars 1986 dans la préfecture de Saitama, au Japon est une interprète de R&B. Elle commence sa carrière en 2009, en auditionnant, puis signant avec le label Universal Music Japan.

## Discographie

### Albums
1. 21 septembre 2011 – LOVE SPACE

### Singles
1. 16 février 2011 – Last Kiss feat.KG
2. 27 avril 2011 – Motto Aishitakatta (もっと愛したかった?)
3. 20 juillet 2011 – Lady Luck
4. 17 août 2011 – Change Myself

### Collaborations
1. 20 juillet 2011 – Onaji Negai de (同じ願いで?) (KG duet with Masaki Yuka (真崎ゆか?))